# Ernest LeCours
Pour les articles homonymes, voir LeCours.
Ernest Anselm LeCours (6 août 1911-10 mars 1993) est un homme politique canadien de la Colombie-Britannique. Il est député provincial créditiste de Delta de 1963 à 1966, ainsi que de Richmond de 1966 à 1972.
LeCours meurt à Richmond en mars 1993 à l'âge de 81 ans.